# Ментор (Кентуккі)
Ментор (англ. Mentor) — місто (англ. city) в США, в окрузі Кемпбелл штату Кентуккі. Населення — 218 осіб (2020).

## Географія
Ментор розташований за координатами 38°53′10″ пн. ш. 84°14′55″ зх. д. / 38.88611° пн. ш. 84.24861° зх. д. (38.886106, -84.248686).  За даними Бюро перепису населення США в 2010 році місто мало площу 1,71 км², з яких 1,71 км² — суходіл та 0,00 км² — водойми. В 2017 році площа становила 2,09 км², з яких 1,94 км² — суходіл та 0,16 км² — водойми.

## Демографія
Згідно з переписом 2010 року, у місті мешкали 193 особи в 75 домогосподарствах у складі 54 родин. Густота населення становила 113 особи/км².  Було 90 помешкань (53/км²).
Расовий склад населення:
| - 100,0 % — білих |

До двох чи більше рас належало 0,0 %. Частка іспаномовних становила 2,6 % від усіх жителів.
За віковим діапазоном населення розподілялося таким чином: 25,9 % — особи молодші 18 років, 63,7 % — особи у віці 18—64 років, 10,4 % — особи у віці 65 років та старші. Медіана віку мешканця становила 37,8 року. На 100 осіб жіночої статі у місті припадало 87,4 чоловіків;  на 100 жінок у віці від 18 років та старших — 85,7 чоловіків також старших 18 років.
Середній дохід на одне домашнє господарство  становив 59 411 долар США (медіана — 54 000), а середній дохід на одну сім'ю — 68 167 доларів (медіана — 66 250). За межею бідності перебувало 15,8 % осіб, у тому числі 32,8 % дітей у віці до 18 років та 3,7 % осіб у віці 65 років та старших.
Цивільне працевлаштоване населення становило 86 осіб. Основні галузі зайнятості: публічна адміністрація — 22,1 %, виробництво — 22,1 %, транспорт — 15,1 %, науковці, спеціалісти, менеджери — 14,0 %.